# Scleropilio
Genre
Synonymes
- Scutopilio Roewer, 1956
- Udezatus Nakatsudi, 1943

Scleropilio est un genre d'opilions eupnois de la famille des Phalangiidae.

## Distribution
Les espèces de genre se rencontrent en Asie.

## Liste des espèces
Selon World Catalogue of Opiliones (29/04/2021) :
- Scleropilio armatus (Roewer, 1911)
- Scleropilio coriaceus (Roewer, 1911)
- Scleropilio insolens (Simon, 1895)
- Scleropilio tibialis (Roewer, 1956)

## Publication originale
- Roewer, 1911 : « Übersicht der Genera der Subfamilie der Phalangiini der Opiliones Palpatores nebst Beschreibung einiger neuer Gattungen und Arten. » Archiv für Naturgeschichte, vol. 77, p. 1–106 (texte intégral).